# Old School Band
Pour les articles homonymes, voir Old school.
Old School Band est un orchestre de jazz Nouvelle-Orléans de Genève.

## Histoire
Le groupe est fondé en 1958 par sep amis : Jaques Lucas, Reynold 'pop" Gysin, Daniel Thomi, Fançois Pesse, Jean Claude Pesse, Freddy Cotting et Georges Bernarsoni. À partir de 1964, il obtient à trois reprises successives le premier prix au Festival de Zurich. En 1970, sort le premier album du groupe suivi par plusieurs autres en 1981, 1989 (premier CD), 1993, 1998.
Au fil des années, la composition du groupe a largement évolué.

## Albums
- 1972 : Old School Band
- 1983 : The Music of Louis Armstrong (compilation)
- 1983 : Compilation 1970-1983 (compilation)
- 1989 : OSB, Doc Cheatham (enregistrement public)
- 1993 : 35e Anniversaire (enregistrement public)
- 1998 : 40e Anniversaire (enregistrement public)

## Sources
« Site officiel [lien brisé] » (consulté le 30 novembre 2007)